# Gary Gilmore
Gary Mark Gilmore (Condado de Gillespie, Texas, 4 de diciembre de 1940-Orem, Utah, 17 de enero de 1977) fue un criminal estadounidense. 
Es conocido internacionalmente por haber pedido que se le aplicase la pena de muerte tras haber cometido dos asesinatos en Utah. Fue la primera persona en ser ejecutada en Estados Unidos después de que la Corte Suprema de los Estados Unidos legisló sobre la pena de muerte en 1976 tras la decisión del caso Gregg v. Georgia. Es asimismo célebre por no haber realizado esfuerzo alguno por evitar la pena máxima, y por no haber aprovechado ninguno de los múltiples recursos para apelar o posponer la ejecución.

## Últimas palabras
El 17 de enero de 1977, antes de que Gilmore fuera ejecutado, en el momento que le preguntaron por sus últimas palabras, simplemente respondió: «Let's do it», en español 'Vamos a hacerlo', además de una última cena de patatas al horno, 2 hamburgesas, huevos duros, café y licor.